# Katalin Szőke
Katalin Szőke   (Budapest, 17 d'agost de 1935 - Los Angeles, 27 d'octubre de 2017) fou una nedadora hongaresa, especialista en estil lliure, que va competir durant les dècades de 1940 i 1950. Era filla del jugador de waterpolo Márton Homonnai.
El 1952 va prendre part en els Jocs Olímpics d'Estiu de Hèlsinki, on va disputar dues proves del programa de natació. En ambdues, els 100 i 4x100 metres lliures va guanyar la medalla d'or. En la prova de relleus va formar equip amb Ilona Novák, Éva Novák i Judit Temes. Quatre anys més tard, als Jocs de Melbourne, tornà a disputar dues proves del programa de natació. Destaca una setena posició en la prova dels 4x100 metres lliures. Una vegada finalitzats els Jocs de Melbourne fou una dels 42 esportistes olímpics hongaresos que van demanar asil polític als Estats Units arran de la Revolució hongaresa de 1956 i posterior repressió soviètica.
En el seu palmarès també destaquen dues medalles d'or al Campionat d'Europa de natació de 1954, en els 100 i 4x100 metres lliures, i nou campionats nacionals. Va establir quatre rècords del món.
Es va casar amb el jugador de waterpolo Kálmán Markovits, de qui després es va divorciar. Posteriorment es va casar amb un altre jugador de waterpolo, Árpád Domján.
El 1985 fou incorporada a l'International Swimming Hall of Fame.